# 1653 Yakhontovia
1653 Yakhontovia eller 1937 RA är en asteroid i huvudbältet, som upptäcktes 30 augusti 1937 av den ryske astronomen Grigorij N. Neujmin vid Simeiz-observatoriet på Krim. Den har fått sitt namn efter N. S. Yakhontova.
Asteroiden har en diameter på ungefär 9 kilometer.